# Basile Apokapès
Basile Apokapès ou Apocapès (en grec Βασίλειος Ἀποκάπης) est un général byzantin du XIe siècle.

## Biographie
Membre de la famille Apokapès (d'origine arméno-géorgienne), il est le fils du patricien Michel Apokapès ou Abou K’ab, qui a servi en tant que garde-tente du prince bagratide David III d'Ibérie, avant de commander la ville d'Édesse sous l'empereur byzantin Michel IV le Paphlagonien. 
En 1054, en tant que patrice et stratège, Basile repousse une attaque des Seldjoukides de Toghrul-Beg sur Manzikert, non sans une bravoure mise en avant dans les sources de l'époque. Ensuite, de 1059 à 1065, il exerce la fonction d'archonte (magistros et doux) de Paradounavon (en Bulgarie actuelle, sur le Danube). En 1064, avec Nicéphore Botaniatès et ses fils, il est défait et capturé par des Oghouzes ayant traversé le nord des Balkans ; le déclenchement d'une épidémie permet cependant leur libération.
Après la défaite de Romain IV Diogène contre Andronikos Doukas en 1071, il sert sous le commandement de Philaretos Brakhamios, général arméno-byzantin ayant établi une principauté autonome en Cilicie, en tant que gouverneur d'Édesse, de 1077 à sa mort en 1083.